# Adam Eugeniusz Leszczyński
Adam Eugeniusz Leszczyński herbu Sas – urzędnik.

## Życiorys
Wywodził się z rodu Leszczyńskich herbu Sas. Był wnukiem Jana Leszczyńskiego (dziedzic Turzopola, zm. 1842) oraz synem Stanisława Eustachego Leszczyńskiego i Cecylii Eugenii Gniewosz (córka Wiktora Gniewosza). Miał siostrę Marię Bronisławę Franciszkę Daszewską. Był też bratankiem ks. Juliana Leszczyńskiego. Wraz z ojcem i siostrą w 1899 w C. K. Wydziale Krajowym wylegitymował się ze szlachectwa.
W okresie zaboru austriackiego w ramach autonomii galicyjskiej. Początkowo był zatrudniony w C. K. Namiestnictwie we Lwowie, skąd jako praktykant konceptowy był przydzielony do urzędu starostwa c. k. powiatu rzeszowskiego od około 1888 do około 1891, następnie do Namiestnictwa w Linzu od około 1891 do około 1893, po czym już jako koncepista namiestnictwa był przydzielony do urzędu starostwa c. k. powiatu jasielskiego od około 1893 do około 1895, a następnie do C. K. Ministerstwa Wyznań i Oświaty w Wiedniu od około 1895 do około 1897.
W randze komisarza powiatowego około 1897/1898 był przydzielony do C. K. Namiestnictwa we Lwowie, od około 1898 do około 1900 do urzędu starostwa c. k. powiatu rawskiego, od około 1900 do urzędu starostwa c. k. powiatu krośnieńskiego, gdzie od około 1903 do około 1906 pracował w randze starszego komisarza. Równolegle od około 1902 był komisarzem rządowym w Kasie Oszczędności miasta Krosna.
Od około 1906 był kierownikiem urzędu starostwa c. k. powiatu niskiego wobec opróżnienia posady starosty, a od około 1907 do około 1908 był etatowym starostą w Nisku. Jednocześnie w tym okresie pełnił funkcję przewodniczącego C. K. Rady Szkolnej Okręgowej w Nisku. Od około 1908 do 1914 piastował urząd starosty c. k. powiatu złoczowskiego. W Złoczowie także był przewodniczącym C. K. Rady Szkolnej Powiatowej
Pod koniec lipca 1914, tj. orientacyjnie w czasie wybuchu I wojny światowej objął stanowisko starosty c. k. powiatu rzeszowskiego i pozostawał na tym urzędzie do 1918. W Rzeszowie od końca lipca 1914 przewodniczącym C. K. Rady Szkolnej Powiatowej. Podczas wojny był w Rzeszowie przewodniczącym Towarzystwa Czerwonego Krzyża. W grudniu 1917 został mianowany przez cesarza c. k. radcą namiestnictwa.
W 1905 otrzymał tytuł c. k. podkomorzego. Około 1911 otrzymał honorowe obywatelstwo Niska. Był żonaty.

## Odznaczenia
austro-węgierskie
- Krzyż Oficerski Orderu Franciszka Józefa (w uznaniu znakomitej służby w specjalnym użyciu, 1918)[52]
- Krzyż Kawalerski Orderu Franciszka Józefa (1906)[53][26] na wstążce Krzyża Zasługi Wojskowej (około 1916)[44]
- Medal Jubileuszowy Pamiątkowy dla Cywilnych Funkcjonariuszów Państwowych (przed 1912)[33]
- Krzyż Jubileuszowy dla Cywilnych Funkcjonariuszów Państwowych (przed 1912)[33]